# Донохью, Джо
Джозеф Донохью (англ. Joseph F. Donoghue, 11 февраля 1871, Ньюберг — 1 апреля 1921) — американский конькобежец, чемпион мира 1891 года, участник чемпионата мира 1889 года, рекордсмен мира в часовой гонке.

## Спортивные результаты
| Дистанция      | Длина    | Дата           | Место    |
| -------------- | -------- | -------------- | -------- |
| Забег на 1 час | 26 292 м | 26 января 1893 | Стамфорд |

Source: SpeedSkatingStats.com